# Майстер Екгарт
Йоан Екгарт фон Гохгайм, відомий також під іменем майстра Екгарта (1260—1327/8) — німецький богослов, філософ і містик. Народився поблизу Ерфурта, в Тюринґії. Слово «майстер» у його імені відповідає академічному титулові, який він отримав у Парижі.

## Біографія
Народився в знатній сім'ї у Гохгаймі близько 1260 р. Вступивши в ранній юності до домініканського ордена, навчався в домініканських школах і в Кьольнській вищій школі, де ще панував дух Альберта Великого († 1280). Після трирічного Лекторства (де саме невідомо) Екгарт був призначений пріором в Ерфурті та вікарієм Тюринґії.
На цей час припадають його «Reden der Unterscheidung», що виникли з бесід із монастирською братією під час трапези; він вчить там відрізняти істотне від неважливого в питаннях релігії та культу.
У 1298 р. було заборонено суміщення в ордені двох посад однією особою. Треба думати, що Екгарт зберіг посаду вікарія як більш почесну, тим більше, що незабаром після цього його призначили провінційним пріором. З вересня 1300 р. Екгарт складався lector biblicus в Парі, у Колежі св. Якова (якобинців, або домініканців; існував з 1229 р.), тобто читав лекції, присвячені коментуванню Святого Письма. Там він отримав ступінь бакалавра і ліценціата, ставши маґістром теології в 1302 р.
У 1303 р. Екгарт повернувся до Ерфурта і того ж року був призначений пріором новоствореної саксонської провінції ордена; залишався на посаді до 1311 р.
У 1306 р. на генеральних зборах в Парі багато хто з членів ордена вказували на заворушення серед терціаріїв, особливо в Німеччині й Саксонії; цього разу Екгартові вдалося виправдатися від звинувачень у поблажливому ставленні до «братів вільного духу». 1311 р. на зборах ордену в Наполі ґросмайстер призначив Екгарта у Парі в якості лектора-маґістра.
Час від +1312 до 1320 рр. Екгарт провів, імов., в Страсбурі, як видно з його проповідей і з трактата «Schwester Katrei Meister Eckharts Tochter von Strassburg».
1320 р. Екгарта призначили пріором до Франкфурта; припускають, що це переміщення викликане підозрою в зв'язках з бегінками і бегардами, що виникла проти нього, проти яких незадовго до того було здійснено жорстоке гоніння, як проти єретиків. 1320 р. ґросмайстер велів здійснити ретельне розслідування про підозрілі зв'язки Екгарта. Близько цього часу Екгарт читав лекції в Кьольнській вищій школі, де відверто висловлював свої погляди, збуджуючи цим невдоволення серед пастирів церкви, на чолі яких стояв архієпископ Гайнрих II фон Фірнебурґ.
У 1325 р., на соборі ордена у Венец'ї, було постановлено знову розслідувати справу Екгарта: його було виправдано, але йому було заборонено згадувати з катедри питання релігійно-спекулятивного характеру.
Архієпископ Кьольнський був незадоволений таким результатом справи і знову почав процес проти Екгарта, зібравши про нього попередньо відомості, які сильно компрометували його в очах церкви, а також озброївшись цитатами з його творів. 14 січня 1327 р. Екгарт був допитаний інквізиторами архієпископа. На негідну їх поведінку (вони оточили його шпигунами) Екгарт приніс скаргу папі, висловлюючи готовність підкоритися рішенню церкви, якщо його вчення буде визнано неправильним. 13 лютого 1327 р. в домініканській церкві Кьольна Екгарт заявив публічно, що готовий зректися від усього помилкового і єретичного, що може бути знайдено у його вченні. Багатьма дослідниками ця заява тлумачиться як зречення Екгарта від своїх поглядів, але Преґер переконливо довів, що ніде, можливо, Екгарт не висловив так ясно усвідомлення своєї правоти. У 1329 р. було видано папську буллу, котра засуджувала 17 основних положень Екгарта як єретичні, 11 - як підозрілі; наприкінці йшлося, що від 26 з 28 положень Екгарт відрікся сам.
Точна дата і місце смерті Екгарта достовірно невідомі. Передбачається, що після відповіді своїм недоброзичливцям у Кельні в 1327 році, він зобов’язався протягом 1328 року вирушити в Авіньйон, щоби перед папою оскаржити звинувачення проти себе. Рідкісні архіви засвідчують, що ця подорож справді відбулася. Документи з Ватиканської бібліотеки, які стосуються Авіньйонського процесу, неявно свідчать про те, що Екгарт поставав перед Іоанном XXII: це була лише процедурна деталь. Він є першим Учителем Святого Письма, якому за життя довелося виправдовуватися таким чином. Після звернення Екгарта до папи зі скаргою на рішення кельнського суду, призначена йому папська аудієнція виглядає правдоподібною, проте на користь цього припущення немає прямих доказів. 
Булла In agro Dominico, говорить про те, що Екгарт помер раніше. Це єдиний документ, який підтверджує гіпотезу про те, що він помер до 27 березня 1329 року, дати видання булли. 
У 1992 році Генеральний капітул домініканського ордену подав прохання про реабілітацію майстра Екгарта. Офіційна відповідь Ватикану полягала в тому, що реабілітація не є необхідною. Тодішній магістр Ордену Тімоті Редкліфф коротко виклав її зміст у листі від 15 серпня 1992 року до Пітера Телбота Вілкокса, тодішнього президента Британського Екгартового товариства: «Ми намагалися зняти цензуру, яка тяжіла над Екгартом», — пише Редкліфф. «Нам сказали, що насправді це не потрібно, бо ніколи не засуджували персонально його, – лише деякі його тези; тому ми цілком вільно можемо сказати, що він – добрий ортодоксальний теолог».

## Впливи попередників
У працях Екгарта відчутний вплив Плотіна, Псевдо-Діонісія Ареопагіта та інших. 
Йоганн Екгарт належав до ордену домініканців, як і Фома Аквінський, можливо тому він був неабияким його шанувальником.
Екгарт вважає, що він веде мову про того ж Бога, про якого кажуть і Августин, і Фома, і євангелісти, але його свідчення відрізняється від їхніх свідчень. В основі такого вчення лежить досвід внутрішнього переживання.

## Філософське вчення
Екгарт не надав вченню завершеної філософської системи.
В основу Екгарт кладе вчення про сутність (Wesen), яку він ототожнює з Богом. Бог є першоосновою та сутністю всіх предметів. На противагу Томи Аквінського, який в Богові вбачає активне начало, Екгарт розглядає в божественній сутності принцип потенціальності. Розуміючи Бога як певну можливість існування всього іншого буття, вважає, що потенційне буття по відношенню до дійсного є чимось лише невідомим, недоступним для розуміння. Першим проявом божественної сутності Екгарт називає природу, проте сутність та природа для нього не дві різні властивості, а Єдине в одній якості. Природа та сутність так відносяться одна до одної, як світло до темної першооснови, від якої воно витікає. Тому Екгарт розуміє під природою сутність об'єктивовану, вже не потенційну, а перетворену в образ. Бог вже не потенційність, але й особистість, яка сама себе визначає. Це процес, який Екгарт ототожнює випроміненою світла сонцем. Бог виводить думку про себе та про свою природу із себе самого, що є здатністю бути Отцем, думка Отця про самого себе є особистість Сина. Таким чином, в одному й тому ж самому суб'єкті відбувається через акт свідомості розподілення на дві особистості; в той же час, ці дві особистості перебувають в абсолютній єдності, що виражається єдиною волею — Святим Духом.

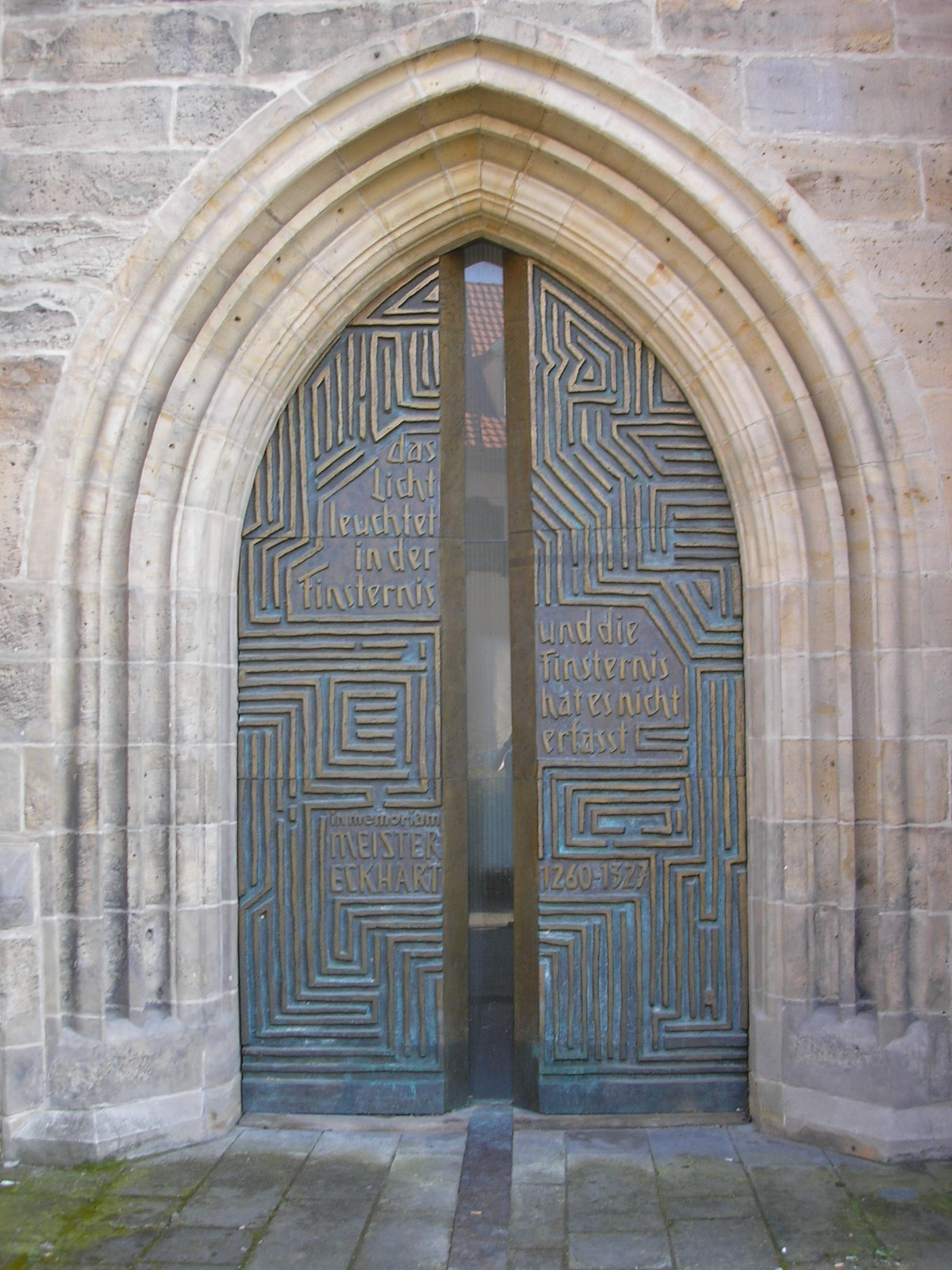
Портал Екгарта в Ерфурті, Німеччина

Екгарт каже, що «Бог є світ», та що «Світ є Бог». Ці слова треба розуміти таким чином, що в Богові потенційно полягають всі речі, весь світ. Процес самопрояву Бога є вічно обновлюваним актом. Світ, створений Богом в акті Божої любові, є вічним для Бога. Хоча вічним насправді є тільки триєдинство Бога. А від створення ідеї світу починається час. До створення світу речей, речі перебувають в думці Сина як потенційність. Отець створив Сина, і в своєму триєдинстві створив ідеї речей. Син є прототипом світу, в його природі розкривається вся різноманітність ідей світу. Від милості Божої залежить перехід речі від потенції до актуальності. У вченні про речі, яких Екгарт визнає стільки ж, скільки існує окремих видів речей, Екгарт зближується з вченнями Томи Аквінського та Плотіна, але розходиться з вченням Платона, який за ідеями визнає самостійне існування.
Що стосується порядку, то тут Екгарт притримується законів, запропонованих неоплатонічною школою, а згодом і Псевдо-Діонісієм Аріопагітом: закону передачі життя, згідно з яким життя переходить від вищого сущого до нижчого, поступово послаблюючись; закону іманентності, згідно з яким сутність вищого полягає в сутності нижчого, а не навпаки; закону причетності, згідно з яким нижче перебуває у вищому, оскільки все, що є в ньому подібне до вищого; закону зворотного руху, згідно з яким вже нижче має знайти спокій у вищому як в своєму початку.
Матеріальний світ, за Екгартом, створений для того, щоб людина могла пізнати Бога: душа не може безпосередньо споглядати Бога, як око не може дивитися на сонце. Як усе тварне є засобом для досягнення людиною цієї цілі, так і вона, в свою чергу, є посередником в прагненні тварного до возз'єднання з Богом. Спершу, до гріхопадіння, людина була у єдності з Боги, але зараз зв'язок з Богом порушений.
Історія світу відбувається за Божим провидінням, але це не виключає свободу волі людини. Бог не має зміни почуттів та бажань, радості та страждань, він є вічно нерухомим, завжди дорівнює собі. І його вплив на людину залежить від самих людей, від їх бажання та готовності до возз'єднання з Богом.
В питанні походженні зла Екгарт розходиться з неоплатоніками, згідно з вченнями яких причиною зла необхідно є Бог. Згідно з Томою Аквінським, Бог дозволяє людині вибирати між добром та злом, оскільки це необхідно для прояву досконалості Бога. Таким чином Бог є непрямою причиною зла, що є необхідним наслідком його вчення про Бога як про чисту діяльність. Екгарт, за вченням якого Бог є чистою потенційністю, вбачає джерело зла в погано спрямованій свободній волі людини. З Аквінатом Екгарт погоджується в тому, що зло не має власної сутності, а є лише запереченням добра.
Існують різні ступені Богопізнання, або наближення до Бога. Наші знання про Бога, як і наші знання взагалі, не досконалі саме тому, що ми пізнаємо його через велику кількість образів; але, чим вища Його сутність, тим менше їй потрібно образів для пізнання. Богу взагалі не потрібно образів. У стані душі, який дарується нам милосердям Божим, ми не потребуємо образів та безпосередньо споглядаємо сутність Бога. Тоді душа ототожнюється з Богом, адже тоді в ній нема нічого, окрім сутності Бога. Душа і Бог в акті споглядання суть одне. Але, хоча душа заглиблюється у вічність буття Бога, вона все ж не в змозі охопити повністю його першооснову. Бог залишає можливість повернення душі до розуміння своєї тварності. Єднання з Богом, споглядання його є єдиним засобом для розуміння Божої сутності, Божого прояву та Божої досконалості. Сили душі після такого спілкування отримують можливість до нової, вищої діяльності. Вищу мету містики Екгарт вбачає не в знищенні особистості, не в пасивному занепаді, а у возвишенні душі до Бога. Згідно з його вченням, життя споглядання є засобом до життя діяльного.

## Значення вчення
Майстер Екгарт досяг небачених висот в ієрархії ордену домініканців, перебуваючи в опозиції до схоластики, яка панувала в більшості богословських шкіл. Проповіді Екгарта мали шалений вплив на сучасників, ними захоплюються і досі. Йоганн Екгарт знаходив яскраві та влучні слова для вираження свого внутрішнього досвіду. Його жива мова, якою він користувався для передачі власного досвіду богопізнання була предметом критики, захоплення, пародіювання, наслідування. Незважаючи на багатство одкровень в Середньовіччі, його тексти виглядають живими та яскравими. Роботи Майстра Екгарта і сьогодні цікаві не лише як філософські трактати, а як словесне відтворення унікального містичного досвіду християнина.
Найцікавішим є його епістемологічні теорії, базовані на власному глибинному досвіді. Екгарт вважав, що людина за життя зможе прийти до стану споглядання Бога в моменті єднання з ним навіть на короткий час, і в цьому моменті людина досягне вічності споглядання. Екгарт сам дійшов до такого стану. В цьому стані дух перебуває в безпосередньому спогляданні Істини без будь-яких образів, тіло позбавлене зовнішніх чуттів і перебуває в тихому спокої. Споглядання Бога в образах та видіння, якими хизувалися інші містики, не мало значення для Майстера Екгарта. Він не надавав цим видінням жодного значення, вважаючи, що образи заважають вищому спогляданню. Для містики як такої головне — пізнання сутності Бога, в чому полягає і святість, і блаженство, то перед цим відступають на другий план добрі вчинки. Екгарт писав, що не окремі добрі вчинки роблять людину святими, а святість змушує людину до добрих вчинків. Якщо людина здатна чинити зло, то вона не досягла єдності з Богом. Вищий стан душі поки вона перебуває в тілі є таким, коли доброчесність стає непривхідною властивістю душі. Істинна доброта полягає в добрій волі, яка підкорена волі Божій.

## Найвідоміші твори

### Твори латинською мовою
- «Opus tripartitum» («Тричастинний твір»)
- Sermones (скетчі латинських проповідей)
- «Tractatus super oratione dominica»
- «Collatio in libros sententiarum»
- «Quastiones Parisienses»
- «Sermo die B. Augustini Parisius habitus»
- Коментарі на окремі книги Біблії
- «Виправдовуючий твір»

### Твори німецькою мовою
- Трактати: «Мовлення про розрізнення», «Книга про божественну втіху» разом з «Про достойних людей».
- Низка проповідей.

### Переклади українською мовою
- Проповіді (переклад Софія Матіяш). — Київ : Темпора, 2022. — 736 с. — (Філософія) — ISBN 97861775695364.[4]

## Вшанування
- 85179 Майстерекгарт — астероїд, названий на честь філософа.